# Johan Engberg (radioprogramledare)
Ej att förväxla med friidrottaren Johan Engberg
Johan "Svengberg" Engberg, programledare och DJ som varit verksam på radiostationerna Radio City, Hot 101 FM, Radio 107.5, Power Hit Radio, The Voice och NRJ. Han hörs sedan oktober 2021 på RixFM där han sänder kvällar mellan kl 18-24. 
På The Voice ledde han morgonprogrammet "Vakna Med Özz & Svengberg" (numera Vakna med The Voice), tillsammans med komikern Özz Nûjen. Engberg slutade att sända på The Voice under sommaren 2007. År 2009 började han sända på den nystartade radiostationen Radio 107,5. Han återvände till The Voice under 2012, då han tog över eftermiddagsprogrammet. Under 2012 gjorde han även comeback i tv-programmet Vakna med The Voice på Kanal5.